# 大阪市立文の里中学校
大阪市立文の里中学校（おおさかしりつ ふみのさとちゅうがっこう）は、大阪市阿倍野区にある公立中学校。

## 概要
学制改革にともない、大阪市および阿倍野区で最初の新制中学校の一つとして、1947年に創立した。
教育を受ける機会を逸した人のための夜間学級が開設されていた。夜間学級では、何らかの事情で義務教育を修了することのできなかった学齢超過者が学んでいる。しかし大阪市教育委員会の方針により、夜間学級は2023年度限りで廃止された。

## 沿革
学制改革と同時の1947年、大阪市立阿倍野第二中学校の名称で創立した。当初当初は大阪市立常盤小学校分校・大阪府立阿部野高等女学校（現在の大阪府立阿倍野高等学校）の2ヶ所に仮校舎を設置し、仮校舎での授業がおこなわれていた。
発足当初は「行政区名＋番号」の仮称で設置された大阪市立中学校については、大阪市教育委員会は1949年、所在地の地名などを取り入れるなどして、番号を含まない校名へと一斉に変更する方針を出した。この方針により、1949年に大阪市立文の里中学校に改称した。
1951年に現在地に校舎が完成して移転した。1951年に竣工した鉄筋校舎は、当時の文部省がモデル校舎に指定して建設され、また大阪市立中学校として初めての鉄筋校舎でもある。

### 年表
- 1947年4月21日 - 大阪市立阿倍野第二中学校として開校[3]。
- 1949年5月1日 - 大阪市立文の里中学校と改称[3]。
- 1950年6月 - 大阪市教育委員会から「実験学校」の指定を受け、新しい教育方法の開発実践に取り組む。
- 1951年4月 - 現在地に仮設校舎を設置[3]。
- 1951年10月 - 文部省指定モデル校舎として建設された、大阪市立中学校としては初めてでもある鉄筋校舎が完成[3]。
- 1965年4月 - 技術科の研究校に指定される[3]。
- 1966年7月 - 大阪市教育委員会より、PTA母親学級実施校に指定される。
- 1968年4月 - 大阪市教育委員会より、国語科の研究校に指定される[3]。
- 1968年4月 - 大阪府より、技術家庭科全国大会中心校に指定される[3]。
- 1972年4月 - 美術科の研究校に指定される[3]。
- 1973年4月 - 夜間学級を開設[3]。
- 1981年4月 - 養護学級を開設[3]。
- 1993年4月 - 「健康づくり」の研究校に指定される[3]。
- 1994年3月 - 大阪市教育委員会・大阪市学校歯科医師会から、「よい歯の学校」として3年連続の表彰を受ける。
- 2002年9月 - 新校舎建設工事開始[3]。
- 2009年9月 - 新校舎建設工事完了[3]。
- 2011年4月 - 大阪市教育委員会と大阪市歯科医師会から、「よい歯の学校」と表彰される。
- 2015年2月 - 大阪市学校歯科医会から「全日本学校歯科保健優良校奨励賞」と表彰される[4]。
- 2023年10月 - コーラス部が全日本合唱コンクール全国大会で金賞受賞。
- 2024年3月 - 夜間学級を廃止。

## 夜間学級
夜間学級は1973年に開設された。
しかし大阪市教育委員会は2021年、文の里中学校夜間学級と大阪市立天王寺中学校夜間学級を廃止し、両校の夜間学級を統合する形で、2024年にも浪速区・旧大阪市立日東小学校校舎を転用して新設される不登校特例校の中学校（2023年大阪市立心和中学校に校名決定）に新たな夜間学級を設置する構想を打ち出した。2024年時点で在籍している在校生は、新校に移って学ぶことが打ち出された。
大阪市教育委員会は2021年、在校生向けの説明会をおこなった。しかし在校生からは、仕事や介護などの関係で学校が遠くなり通学が困難になると訴え、夜間学級存続を求めるなどした。
しかし2023年2月の大阪市会での条例可決により、夜間学級は、大阪市立心和中学校夜間学級に統合される形で、2023年度（2024年3月）限りで廃止されることになった。在校生は2024年度以降は大阪市立心和中学校に移って学ぶことになる。
一方で大阪市教委は在校生向けに、新設校に通学するのが困難な生徒への激変緩和措置として、2026年度末までは心和中学校夜間学級分校を現在の天王寺中学校に開設し、計画が明らかになった2021年時点で在籍している生徒のうち希望者は分校に通える措置を検討していることが明らかになった。

## 通学区域
- 大阪市立常盤小学校・大阪市立高松小学校・大阪市立苗代小学校の通学区域。

## 交通
- 阪和線 美章園駅 北西へ約300メートル
- 近鉄南大阪線 河堀口駅 南西へ約200メートル
- Osaka Metro谷町線 文の里駅 北東へ約500メートル

## 主な卒業生
- 綾戸智恵 - ジャズシンガー、タレント[9]
- 小笹公也 - オンテックス創業者・社長
- アンミカ - モデル、タレント[10]
- 神鳥裕之 - 明治大学ラグビー部監督
- ヤナギブソン（ザ・プラン9） - 日本のお笑いタレント、漫談家
- 坂口有望 - シンガーソングライター